# 廣文館
株式会社廣文館（こうぶんかん）は、広島県広島市に本社を置く書店チェーン。本稿では2018年11月まで「廣文館」を運営していた株式会社広文館（こうぶんかん）についても記述する。

## 概要
主に広島県内にて書店を運営しているが、東京都にも書店1店舗を展開している。

### 株式会社広文館
1915年11月創業。1948年11月に法人へ改組。広島県内に店舗網を広げ、広島県内の学校や民間企業向けに書籍の卸売りも手掛けるようになった。
その後も百貨店や大型商業施設内にもテナント出店するなどして規模を拡大し、2001年10月期には約51億円の売上があった。しかし、その後は活字離れなどにより業績が悪化。経営改善策として、スクラップアンドビルドの推進、東京都と岡山県にも進出する、顧客ニーズに対応できる店舗づくりの推進などの経営施策を実施したものの経営改善には至らず、資金繰りが悪化。さらに、2017年には長年にわたり粉飾決算を繰り返していたことが発覚し、対外的信用が低下した。
このため広文館は、2018年11月19日に会社分割により設立した株式会社廣文館（後述）へ事業を譲渡して事業を停止し、2019年10月31日に解散を決議。2020年4月24日に広島地方裁判所から特別清算開始決定を受けた。負債総額は約25億円。
広文館は2021年5月26日に法人格が消滅した。

### 株式会社廣文館
広文館の取引先であったトーハンは2018年9月18日に、事業を承継する新会社の発行済株式譲受および第三者割当増資引受について決議した。同年11月19日に広文館の会社分割を実施し、事業を新たに設立した株式会社廣文館へ譲渡した。廣文館は広文館の負債は継承しない。
廣文館は2018年12月7日にトーハン、大垣書店、広島銀行から出資を受けると同時に、代表取締役社長にはトーハン経営戦略部部長を務めていた石川二三久が就任した。
廣文館はトーハンの下で不採算店舗の見直しを行っており、創業地であった廣文館金座街本店は2020年5月10日に閉店した。廣文館金座街本店内にある外商部は営業を継続する。

## 沿革

### 株式会社広文館
- 1915年11月 - 創業。
- 1948年11月 - 株式会社広文館として法人へ改組。
- 2017年 - 長年にわたって粉飾決算を行っていたことが明るみとなる。
- 2018年11月19日 - 会社分割により設立した株式会社廣文館へ事業を譲渡して事業停止。株式会社丸岡商店、有限会社ハウディブックセンター、有限会社五日市ブックセンター廣文館、有限会社福山廣文館、有限会社呉廣文館を吸収合併[5]。
- 2019年10月31日 - 臨時株主総会において解散を決議。
- 2020年4月24日 - 広島地方裁判所から特別清算開始決定を受ける。
- 2021年5月26日 - 法人格消滅.

### 株式会社廣文館
- 2018年
  - 11月19日 - 設立。同時に広文館から事業を譲受。
  - 12月7日 - トーハン、大垣書店、広島銀行から出資を受ける。
- 2020年5月10日 - 廣文館金座街本店が閉店。

## 店舗
営業している店舗については店舗のご案内を参照。